# Things Fall Apart (roman)

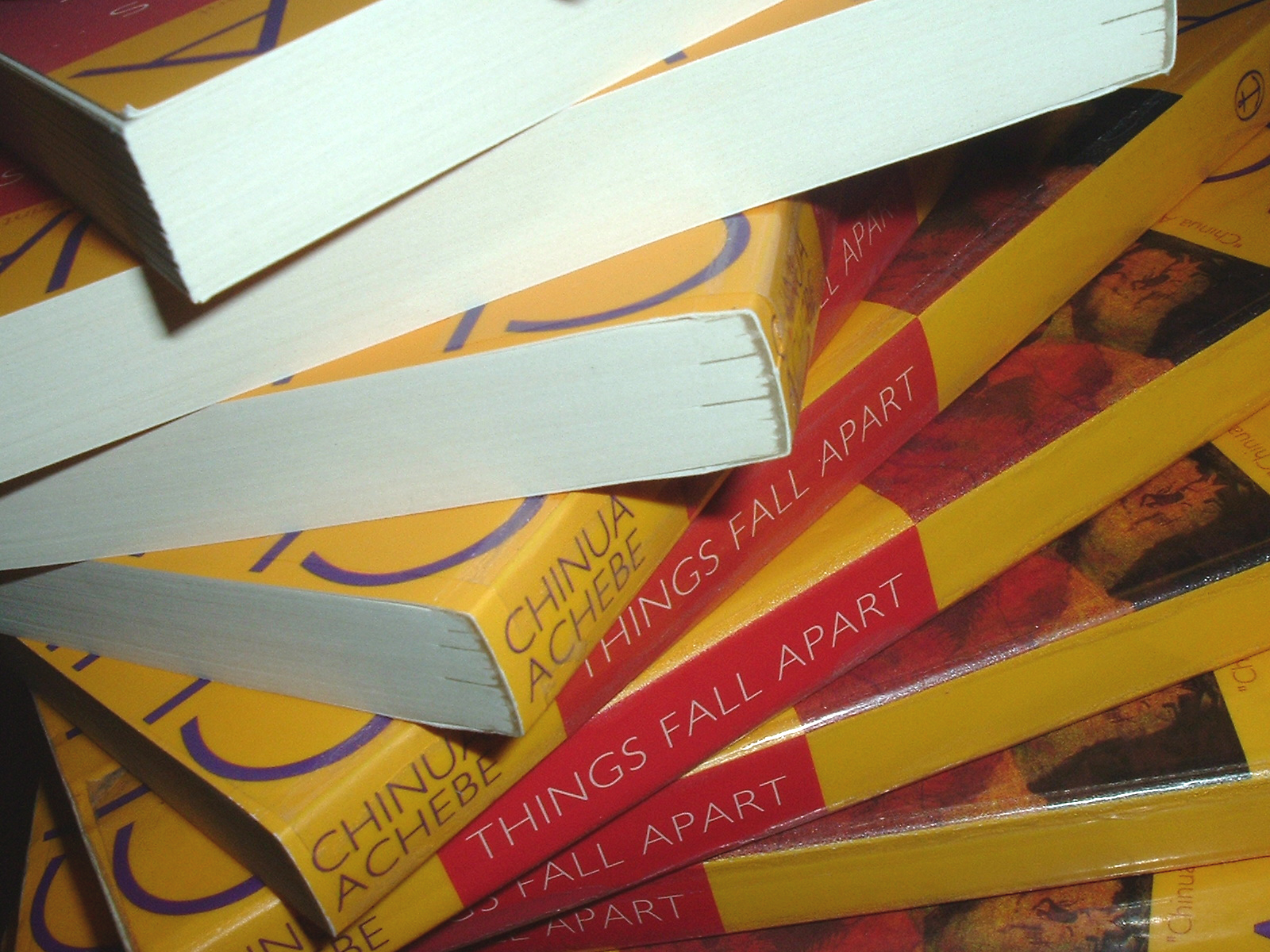
Een stapel Things Fall Apart

Things Fall Apart (Nederlands: Een wereld valt uiteen) is een Engelstalige roman uit 1958 van de Nigeriaanse schrijver Chinua Achebe. Het verhaal over het prekoloniaal leven in het zuidoostelijke deel van Nigeria en de komst van de Europeanen tijdens de late negentiende eeuw wordt in scholen over heel Afrika veel gelezen en bestudeerd, alsook in Engelssprekende landen daarbuiten. Things Fall Apart wordt beschouwd als de archetypische moderne Afrikaanse roman in het Engels, en een van de eerste Engelstalige Afrikaanse romans die over heel de wereld geprezen werd door critici. 

## Betekenis van de titel
Things Fall Apart is een aanklacht tegen de onwetendheid van de blanke man over de Afrikaan en de cultuur van het continent en een veroordeling van het westerse materialisme.
De titel van de roman komt uit een gedicht van William Butler Yeats: "The Second Coming". 
Things fall apart; the centre cannot hold; Mere anarchy is loosed upon the world
De kolonisatie door blanken met hun missie van beschaving brengen aan de 'onbeschaafden' sneed de culturele wortels weg van de Afrikaanse en andere groepen in Noord- en Zuid-Amerika, de West-Indische eilanden en elders. Daardoor kwamen de oorspronkelijke bewoners terecht in culturele anonimiteit, verwarring en instabiliteit. Het gevolg was dat 'de dingen' inderdaad 'uit elkaar vielen'. 
Ook Afrikaanse uitwassen zoals het doden van een kind bij de geboorte van een tweeling worden in het boek aan de kaak gesteld. Door de Britten is deze praktijk verboden in het begin van de 20e eeuw.

## Inhoud
De roman beschrijft het leven van Okonkwo, een leider en lokaal worstelkampioen in Umuofia - een dorp uit een fictieve groep van negen dorpen in Nigeria dat bewoond wordt door de etnische groep van de Igbo. Daarnaast richt het zich op zijn drie vrouwen, zijn kinderen, en de invloeden van het Britse kolonialisme en de christelijke missionarissen op zijn traditionele Igbo-gemeenschap (archaïsch "Ibo") tijdens de late negentiende eeuw.
Things Fall Apart werd gevolgd door No Longer at Ease (1960), oorspronkelijk geschreven als het tweede deel van een groter werk samen met Arrow of God (1964) over een vergelijkbaar onderwerp. Achebe stelt dat zijn twee latere romans, A Man of the People (1966) en Anthills of the Savannah (1987), weliswaar niet gaan over Okonkwo's nakomelingen en zich in fictieve Afrikaanse landen afspelen, maar toch beschouwd kunnen worden als de geestelijke opvolgers van de vorige romans en als kronieken van de Afrikaanse geschiedenis.
Deze roman wordt beschouwd als Achebe's magnum opus en verkocht wereldwijd meer dan 8 miljoen exemplaren. Time Magazine nam de roman op in zijn lijst van 100 Beste Engelstalige Romans 1923 tot 2005. In 2002 werd het gekozen in de lijst met belangrijkste boeken uit de wereldliteratuur door de Zweedse Academie. In 2009 rangschikte Newsweek Things Fall Apart op de 14e plaats in zijn Top 100 Books: The Meta-List.

## Nederlandse vertaling
- Een wereld valt uiteen (Nederlandse vertaling door Jaap Dicker & Vertaalgroep Bergeyk) Maasbree, Zelen, 1979. Andere uitgaven: Amsterdam, Muntinga, 1989 en Breda, De Geus/NRC, 2008